# 小眼金线鲃
小眼金线鲃（学名：Sinocyclocheilus microphthalmus，又稱小眼金線魮，俗名鸭嘴鱼）为輻鰭魚綱鯉形目鲤科金线鲃属的其中一種鱼类，分布於亞洲中國廣西壯族自治區鳳山縣、凌雲縣、巴馬瑤族自治縣地下河流域，本魚體延長而側扁，頭部扁平呈鴨嘴狀，背部隆起，口下下位，眼小，具觸鬚2對，側線明顯，側線鱗42-49枚，背鰭軟條12枚、臀鰭軟條8枚、脊椎骨39個，胸鰭長超過腹鰭起點，尾鰭深分叉，體色白色略帶粉紅，無斑紋，體長可達19公分。该物种的模式产地在广西凌云县罗楼乡沙洞内。，棲息在地下河底中層水域，生活習性不明。

## 扩展阅读
維基物種上的相關：小眼金线鲃